# コンピュータースペース

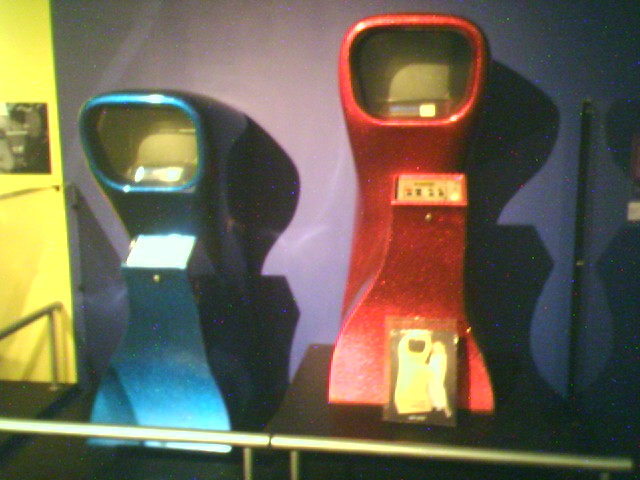
『コンピュータースペース』

『コンピュータースペース』（Computer Space）は、1971年にノーラン・ブッシュネルが開発し、ナッチング・アソシエーツ社から発売された、世界初のアーケードゲーム式ビデオゲームである。

## 開発までの経緯
ユタ大学工学部の学生だったブッシュネルは、PDPシリーズのPDP-1用コンピュータゲームプログラム『スペースウォー!』の魅力を知り、アーケード施設で稼動させるコンピュータゲームの開発を始めた。ユタ大学在籍中にゲーム『キツネとガチョウ』を制作していたが、当時のコンピューターは非常に高価で採算が取れないと判断し、市販化は見送っていた。
ブッシュネルは先妻ポーラと結婚し、家も娘も手に入れていたが、アンペックス社に勤務していた1970年に半導体の価格が劇的に低下した事を知ると、次女を長女の部屋に押し込め、次女の部屋を工作室に改造した。そして毎晩、仕事から帰るとコンピューターの製作にかかりっきりになった。
また、ゲームの開発に際してSyzygy（シジギ、惑星直列の意）という会社を創業し、住所をこの次女の部屋で申請している。この名前は、ブッシュネルがSF好きだった事が採用に至った理由の一つとされているが、実際には辞書を開いて適当な単語を引用したものであった。そしてアンペックスの同僚であるテッド・ダブニー、ラリー・ブライアンと共に3人でナッチング・アソシエーツ社に転職し、ようやく発売に漕ぎ着けた。

### 仕様
ゲーム内容はスペースウォー!とほとんど同じだが、スペースウォー!は2人専用なのに対し、コンピュータースペースは1人用となっている（後に2プレイヤー用も作られた）。このため隕石やUFOの出現が追加され、規定秒数以内にこれらを避けて撃ち落すという内容になっている。
星空は『スペースウォー!』のようなリアリティを出す事は難しかったため画面全体に星を表す点が無数に打たれ、後の『ギャラクシアン』をはじめとする宇宙系シューティングゲームを彷彿とさせるような描写であった。この年代のビデオゲームには背景を表示するだけの余裕がなく大半が真っ黒な背景だったため、この試みは先進的なものであったが、これが後述する速度低下を招く事となる。
当時集積回路はまだ普及していなかったため、TTL（Transistor-transistor logic：単純な電子部品のみの組み合わせ）基板が用いられた。キャラデザインのデータはROM焼付けでなく、基板にダイオードをドットマトリックス状に並べて作っている（実際は片側だけ作っており、左右対称のデータを作成する手間を省いている）。この手法は後に創業するアタリ『スペースレース』等でも使われ、集積回路が普及するまでのアーケードビデオゲーム黎明期の手法として広く使われた。
筐体はブッシュネルがナッチング社に設計を依頼したもので、FRPを使った未来的な曲線で構成されるデザインを採用、カラーも赤・青・黄・緑の4色が用意された。製造台数は1500台である。1971年10月にアーケードゲーム業界ショーで発表された後、発売が開始された。

### 発売後
しかし、発売後も人気を得ることはなかった。ブッシュネルは『コンピュータースペース』が売れなかった原因を以下の通り分析している。
1. インストラクションカードを読まなければゲームが出来ない、難しいゲームだった。酒場「ダッチグース」のロケテストでは男子大学生の人気を集めたが、他の年齢・性別・職業からは全く人気を得られなかった。現代の人々にはこの程度のゲームは簡単にプレイできるが、当時の人々にとってはこの程度でも手に負えなかった。
2. 『スペースウォー!』はベクタースキャンと呼ばれる、直線や曲線を素早く描ける特殊な走査線のテレビを使っていたが、『コンピュータースペース』は普通の家庭用テレビを使ったため映像がぼやけており、加えてキャラクターを画面に多数表示していたため、処理速度が遅かった。
3. ナッチング社自体が経営難に陥っており、広告による宣伝が不十分だった。

またコンピュータースペースの失敗後、世界初の家庭用ゲーム機「オデッセイ」発売に伴うプライベートショーが全米で行われるという知らせが、ビル・ナッチング社長の耳に入り、ナッチングはブッシュネルに調べに行かせた。これを見たブッシュネルはもっと簡単なゲームが必要だと考え、1972年にビデオゲームの為の新会社創業を決心した。社名は前述のSyzygyにしようとしたが、アメリカ国内で別の建設会社が申請済だった為使えない事がわかり、結局前述のダブニーと2人でアタリを作った。
その後の経緯は「アタリ_(企業)」及び同社が開発した『ポン』を参照。

### 余談
『コンピュータースペース』と、そのアタリで作られた史上初のビデオゲームのヒット作『ポン』には、以下の対比がある。
- コインボックスが『コンピュータースペース』はコーヒー入れ、『ポン』（のロケテスト用）は牛乳瓶入れを、2つに切った廃物流用だった。
- 酒場「ダッチグース」は、『コンピュータースペース』の時は最初、『ポン』の時は二番目にロケテストをした。
- 酒場「アンディキャップス」は、『コンピュータースペース』の時は二番目、『ポン』の時は最初にロケテストをした。
- 『ポン』のチラシには「開発Syzygy・発売アタリ」と書かれている。